# 스바루 BRZ
BRZ(비아르제트)는 스바루가 토요타와 공동 개발한 스포츠카다. 토요타 브랜드는 형제차 토요타 86로 판매한다. 86과 BRZ는 모두 군마현 오타시에 있는 스바루 공장에서 생산한다.

## 86과 차이
방향지시등이 86은 아래쪽에 있으나 BRZ는 해드램프 안에 있다. 그리고 86은 라디에이터그릴이 있으나 BRZ는 가짜 라디에이터 그릴이다.

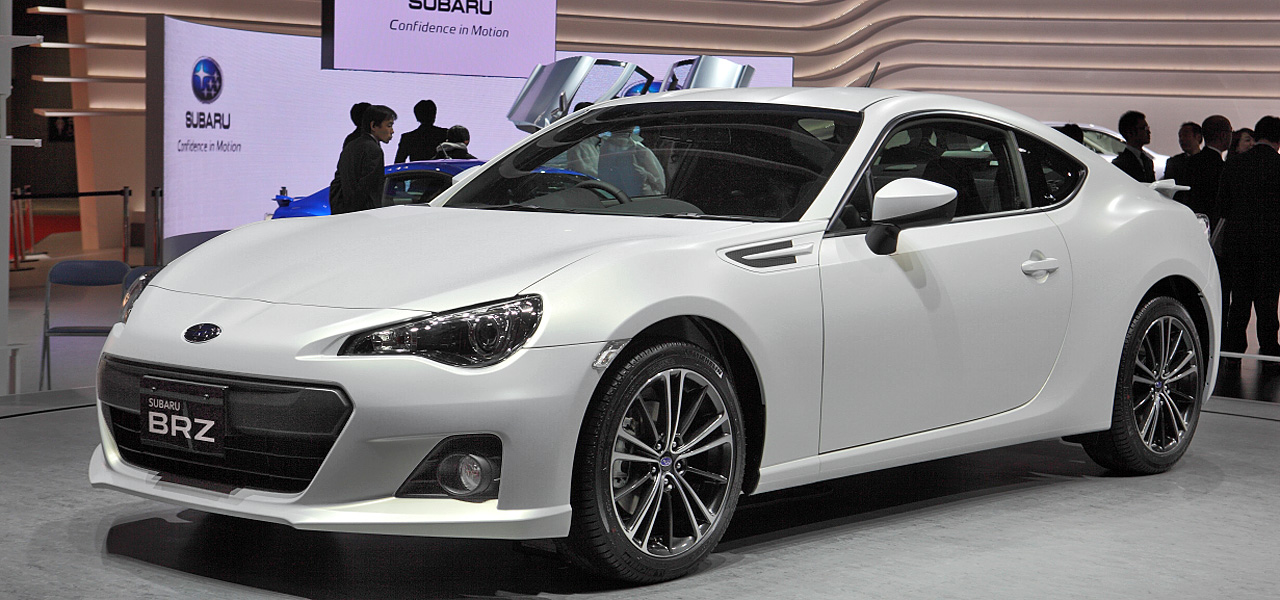